# Kemasan (Sawit)
Kemasan is een bestuurslaag in het regentschap Boyolali van de provincie Midden-Java, Indonesië. Kemasan telt 2660 inwoners (volkstelling 2010).